# Fleet

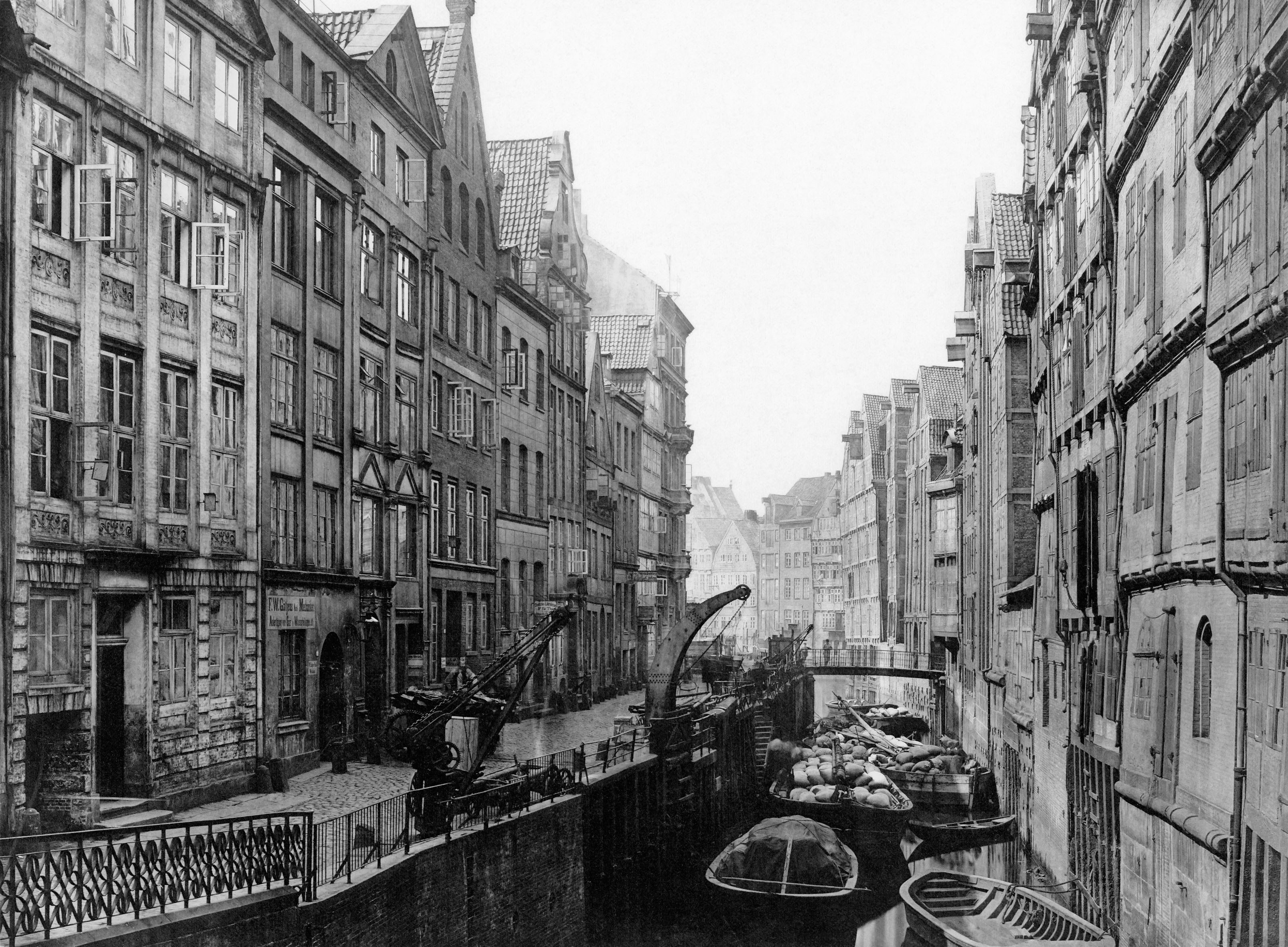
Fleet an der Holländischen Reihe 1883 (vor dem Bau der Speicherstadt)

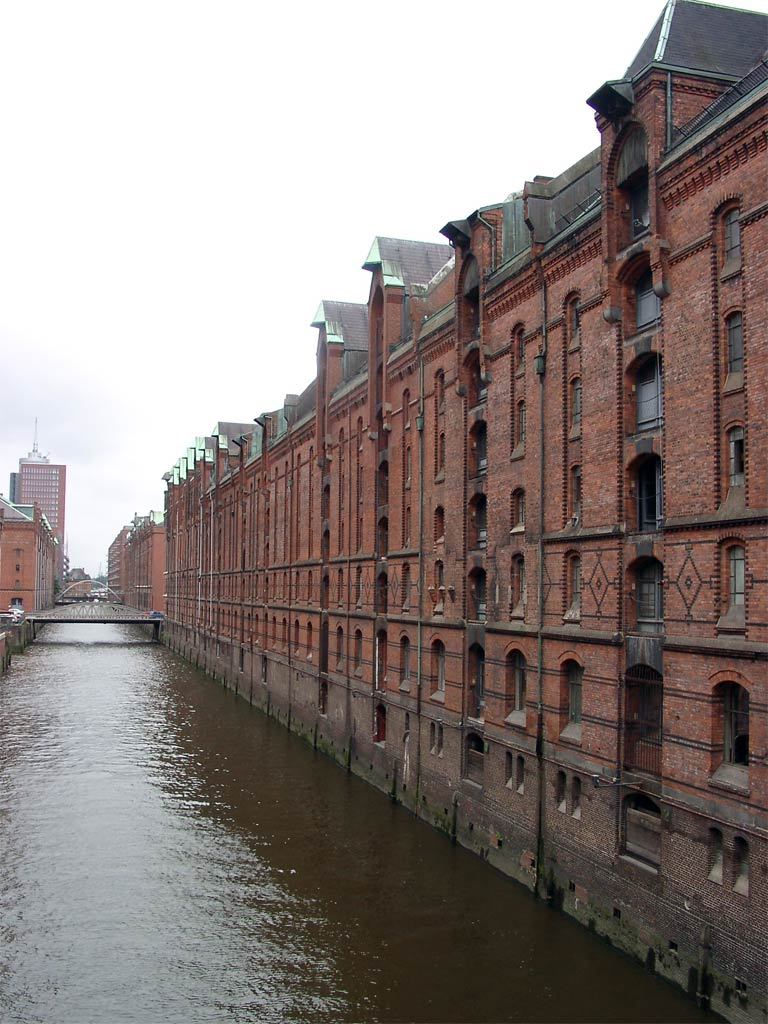
Brooksfleet in der Speicherstadt

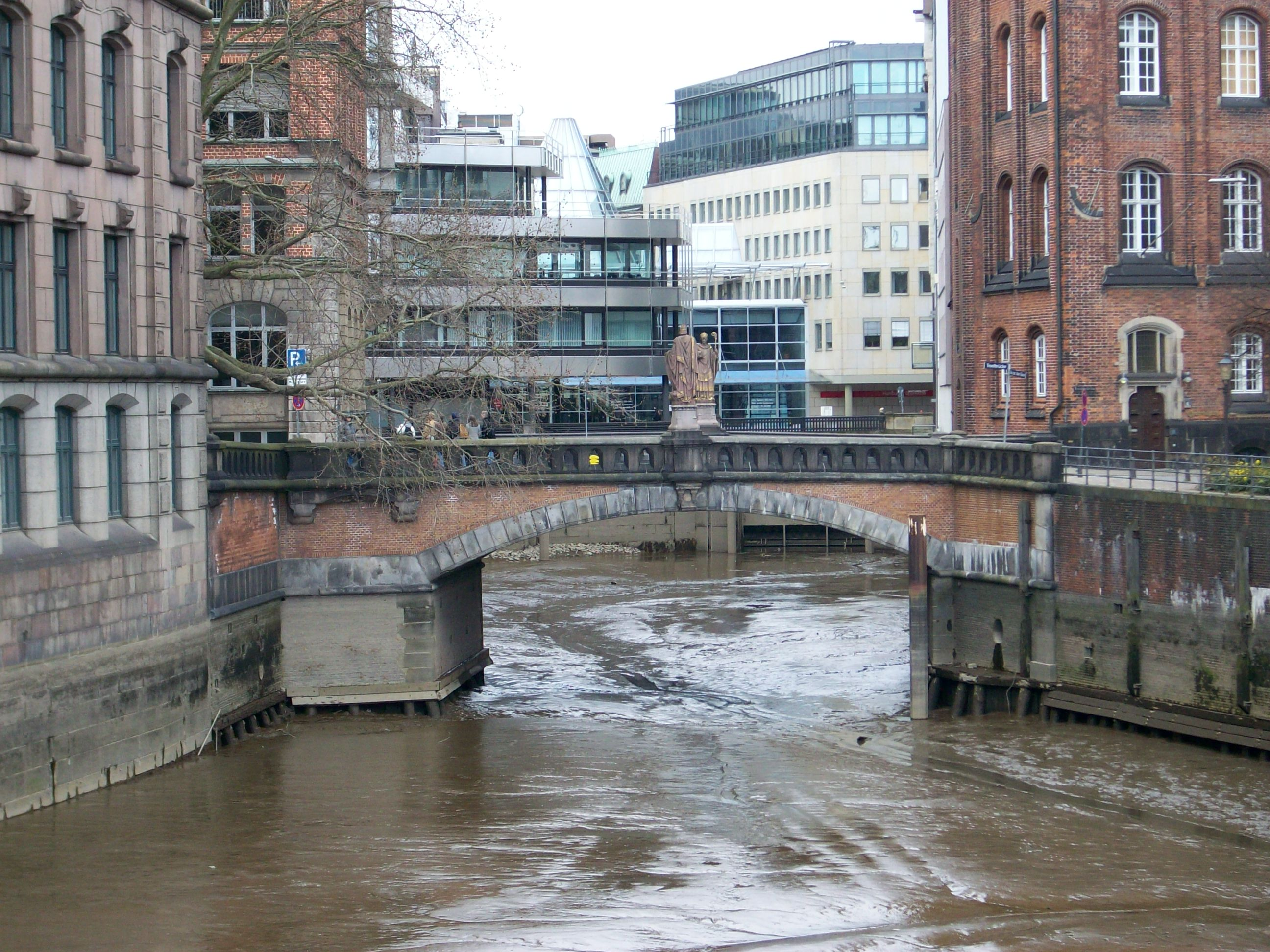
Nikolaifleet bei Niedrigwasser an der Trostbrücke in der Hamburger Altstadt

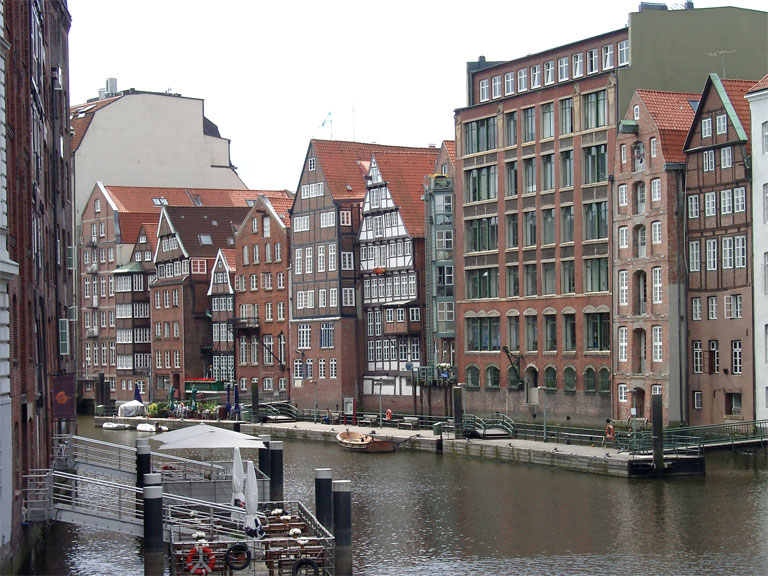
Nikolaifleet, Rückseite der Deichstraße

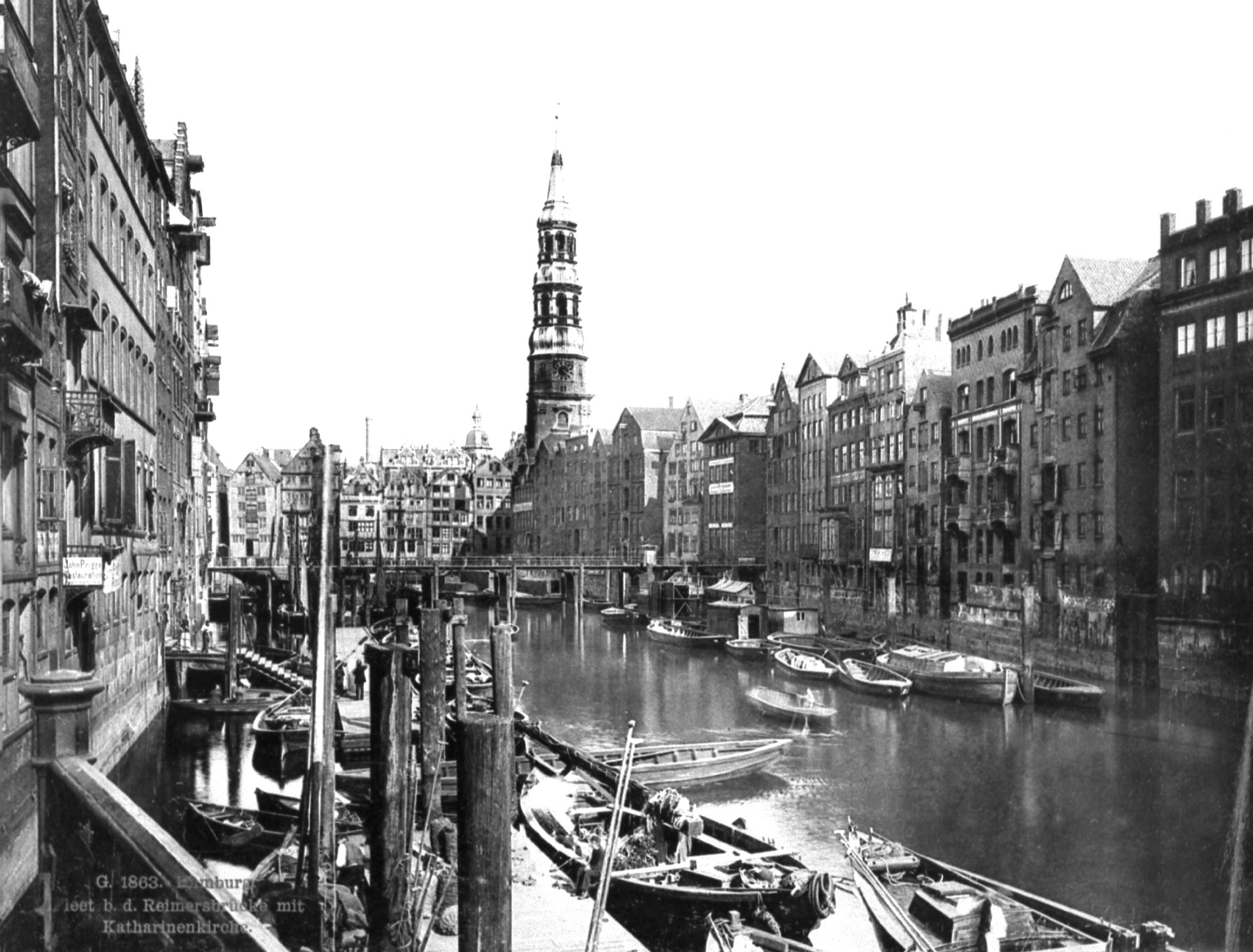
Entgegengesetzte Blickrichtung mit Reimersbrücke und St. Katharinen

Der Begriff Fleet (anhörenⓘ) (n, auch Fleth sowie in vielen weiteren Schreibweisen vorkommend; von and. fliot, mnd. vlêt, vlît, nnd. Fleet, hd. Fließ, zu fließen) kommt aus dem Niederdeutschen und bezeichnet einen Wasserlauf.
Der Begriff ist in Norddeutschland noch in vielen Orts- oder Flurnamen verbreitet, so zum Beispiel in den Elbmarschen und der Wesermarsch. Hier sind Fleete durch die Bedeichung der Marschen im Mittelalter meist verschwunden oder wurden zumindest stark verändert; sind aber noch in Ortsnamen wie z. B. Bahren-, Bars-, Beiden-, Bors-, Damm-, Els- oder Wewelsfleth erhalten. Die norddeutsche Bezeichnung Fleet steht auch für die noch vorhandenen, aber stark veränderten oder überhaupt erst künstlich angelegten Wasserverbindungen in Städten wie Hamburg, Glückstadt und Bremen. Auch in Straßennamen haben sich Fleete erhalten, so zum Beispiel in der Fleethörn in Kiel.

## Fleete in Hamburg

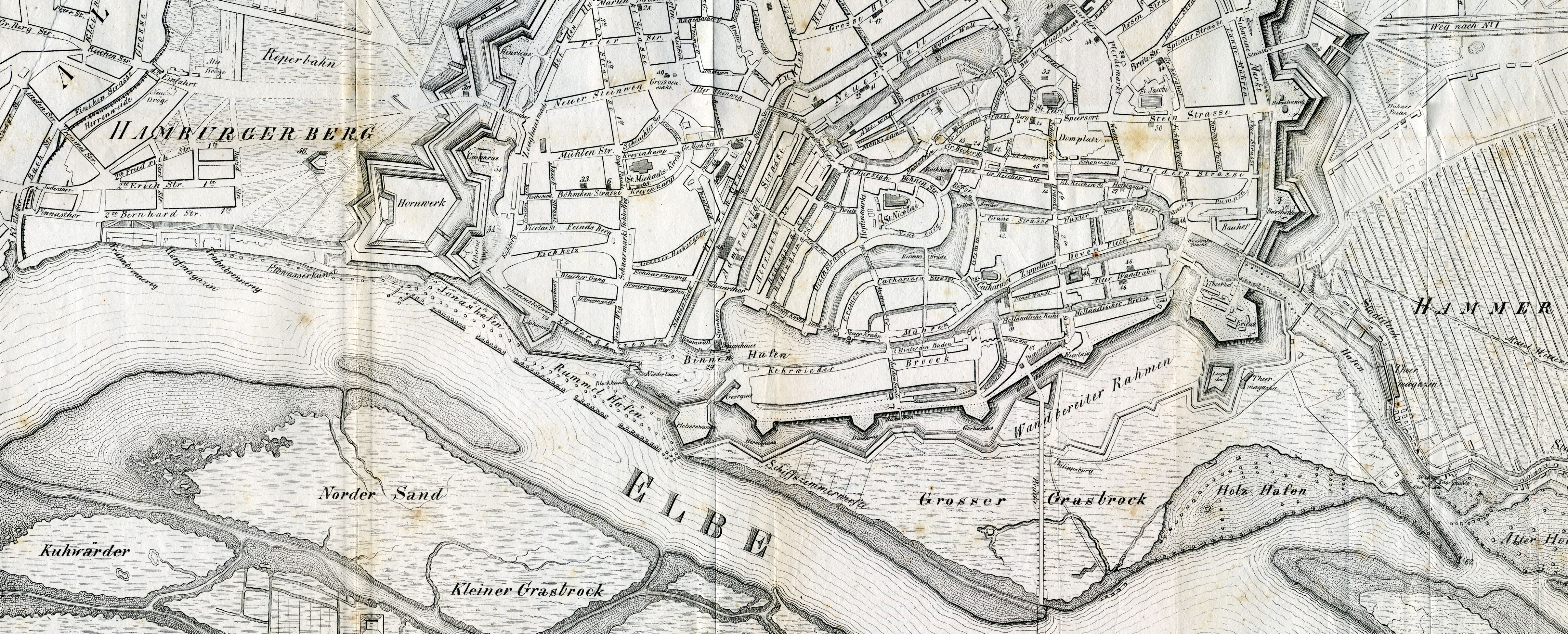
Hamburg 1813: Die Fleete sind noch nicht zugeschüttet

In Hamburg wurden die verschiedenen Schreibweisen wie Fleth, Flet oder Fleet mit einem Senatsbeschluss vom 27. September 1946 vereinheitlicht; man entschied sich für die Schreibweise Fleet. Veröffentlicht im Gesetz- und Verordnungsblatt und damit gültig wurde dies am 15. Januar 1947.
Die Hamburger Fleete sind zum Teil aus den Mündungsarmen von Alster und Bille in die Elbe hervorgegangen, die dann zur Entwässerung und als Stadtgräben zur Verteidigung genutzt wurden; zum anderen Teil wurden sie als weitere Überlaufgräben der später aufgestauten Alster angelegt. Schließlich dienten die Fleete zunehmend dem Warenverkehr.
Im Gegensatz zu einem künstlich angelegten Kanal wurde der Wasserstand in den Fleeten Hamburgs anfangs nicht durch Schleusen geregelt, sondern schwankte mit der Tide, wodurch es zu Schlickablagerungen kam, mit deren Beseitigung der Berufsstand der Fleetenkieker (plattdt. Kieker „Gucker“) beauftragt wurde. Fleetenkieker hatten ab 1555 im Auftrag der Düpekommission (plattdt. Düpe „Tiefe“) dafür Sorge zu tragen, dass den Frachtkähnen und Schuten eine ausreichende Wassertiefe zur Verfügung stand. Später ging die Bezeichnung auf alle Personen über, die die Fleete und ihre Ufer nach verwertbarem Abfall durchsuchten.
Die bekanntesten Fleete sind in Hamburgs Altstadt zu finden: die untereinander verbundenen Alsterfleete, die zugleich auch die historisch wechselnden Verbindungen zwischen der Alster und der Unterelbe darstellen.
Hier wurden die Häuser der reichen Kaufleute – meist Wohn-, Kontor- und Lagerhaus zugleich – mit der Rückfront zum Fleet und der Vorderfront zur Straße gebaut, oft beidseitig mit entsprechenden Hebevorrichtungen für Lasten. Die Ladungen der Seeschiffe wurden zunächst auf kleinere Schuten umgeschlagen und zur Zwischenlagerung bzw. weiteren Verarbeitung über die Fleete an den Bestimmungsort verbracht. Zum weiteren Versand gelangte die Ware später wieder auf dem Wasserwege oder mühsam über Land.
Die Wasserstraßen der Fleete bildeten somit für den Warentransport ein bedeutendes Verkehrsnetz. Sie dienten aber ebenso der Wasserentnahme als zur Entsorgung von Fäkalien und Unrat, was eine entsprechende Geruchsentwicklung und hygienische Probleme zur Folge hatte. Im Rahmen von Sanierungsmaßnahmen wurden daher von den bis zu 29 Fleeten bereits im 19. Jahrhundert kleinere oder weniger nutzbare Fleete zugeschüttet, insbesondere nach dem Hamburger Brand, aber auch nach dem Zweiten Weltkrieg zur Beseitigung der Trümmer der von Bomben zerstörten Häuser und im Rahmen von Straßenerweiterungen.
Die Fleete (und Kanäle im Bereich der Bille) sind gegenüber der Elbe nach den schlimmen Erfahrungen aus der Sturmflut 1962 zum Hochwasserschutz durch Schleusen absperrbar. Das Nikolaifleet, rückseitig von Grimm, Katharinenstraße, Cremon sowie der Deichstraße gelegen und noch unmittelbar mit der Elbe verbunden, fällt bei Ebbe meist trocken, lässt sich aber bei zu hoch auflaufender Flut schützen.
Das Alsterfleet und das mit ihm verbundene Bleichenfleet werden wegen der Schiffbarkeit ständig auf einem Mindestwasserstand durch die Alsterschleusen gehalten. Dies sind die Schaartorschleuse (unter der Schaartorbrücke, Beim Alten Waisenhause) und die Rathausschleuse am Reesendamm/Rathausmarkt (unter der Schleusenbrücke).
Das Herrengrabenfleet und das Bleichenfleet einerseits sowie das Alsterfleet andererseits schließen die sogenannte Fleetinsel ein, zudem verläuft hier auch die Grenze zwischen den Stadtteilen Altstadt und Neustadt.

### Zugeschüttete Fleete
Sofern nicht anders vermerkt, wurden die nachfolgend bezeichneten Fleete/Kanäle nach dem Zweiten Weltkrieg zugeschüttet. Die Fleete wurden in der Regel nach den anliegenden Straßen benannt. Da frühere amtliche Bezeichnungen fehlen, kommen auch unterschiedliche Namen vor, oder Namen fehlen ganz.
Hamburg-Altstadt und -Neustadt
- Klosterfleet, nach dem Brand 1842 zugeschüttet. Verlief südlich in Länge des Alten Walls vom Mönkedammfleet bis in die Kleine Alster am Johanniskloster auf dem heutigen Rathausmarkt.
- Gerberstraßenfleet, nach 1842 zugeschüttet. Verlief südlich der auf der Fleetseite unbebauten Gerberstraße (auf der heute Börse und Rathaus stehen) vom Mönkedammfleet (nördlich der Mühlenbrücke) bis zum Plan am Johanniskloster (vor dem heutigen Rathaus) bzw. vordem weiter zum ehemals größeren Becken der kleinen Alster.
- Fleet zwischen Mönkedamm- und Klosterfleet, nach 1842 zugeschüttet. Verbindungsfleet westlich hinter dem Adolphsplatz.
- Rödingsmarktfleet, 1842 teilweise und 1886 ganz zugeschüttet. Verlief in der Mitte der heutigen Straße Rödingsmarkt unter dem heutigen Hochbahn-Viadukt vom Graskeller/Großer Burstah mit Schleuse zum Mönkedammfleet Richtung Süden endete an der Schleuse zum Binnenhafen am Kajen (Beim Alten Waisenhause).
- Deichstraßenfleet, führte vom Binnenhafen zwischen Rödingsmarkt und Deichstraße bis zur Görttwiete an der Rückseite zum Großen Burstah. Dort ist heute die Straße „Steintwietenhof“ mit einem erhaltenen Speicher. Der ehemalige Fleetverlauf ist zudem an der Rückseite der Altbauten zwischen Steintwiete und Willy-Brandt-Straße erkennbar.
- Bäckerstraßenfleet, der westliche Teil Reichenstraßenfleet mit der Mündung in das Nikolaifleet.
- Reichenstraßenfleet, um 1866 zur Verbreiterung der Großen und Kleinen Reichenstraße zugeschüttet. Begann mit Abknickung nördlich vom Brauerstraßenfleet und mündete über das Bäckerstraßenfleet in das Nikolaifleet.
- Gröningerstraßenfleet und östliche Verlängerung Brauerstraßenfleet (bis Hopfensack). Mit dem Bau der Ost-West-Straße (heute am Rödingsmarkt unterteilt in Ludwig-Erhard-Straße und Willy-Brandt-Straße) nach dem Zweiten Weltkrieg wurden die ineinander übergehenden Fleete zugeschüttet. Ebenso wie die Grönigerstraße verschwand auch die Brauerstraße selbst.
- Klingbergfleet (ehemals östliche Verlängerung des Brauerstraßenfleets), mit dem Bau der Ost-West-Straße zugeschüttet. Das Fleet westlich des Meßbergs an der Straße „Klingberg“ war Teil der Wasserverbindungen zwischen der Alster und dem Oberhafen. Im Mittelalter wurde die Mündung als Öffnung in der Stadtbefestigung durch den „Winserbaum“ gesichert. Nach 1850 nutzten vor allem Bauern aus den Vier- und Marschlanden das Fleet als Zufahrt zum Markt am Meßberg.
- Steckelhörnfleet teilweise, Querverbindung zwischen Nikolaifleet und Zollkanal und weiter zur Speicherstadt
- Katharinenstraßenfleet, 1946 zugeschüttet. Eine „halbe“ Brücke bildet heute den Abschluss.

Außerhalb der Innenstadt

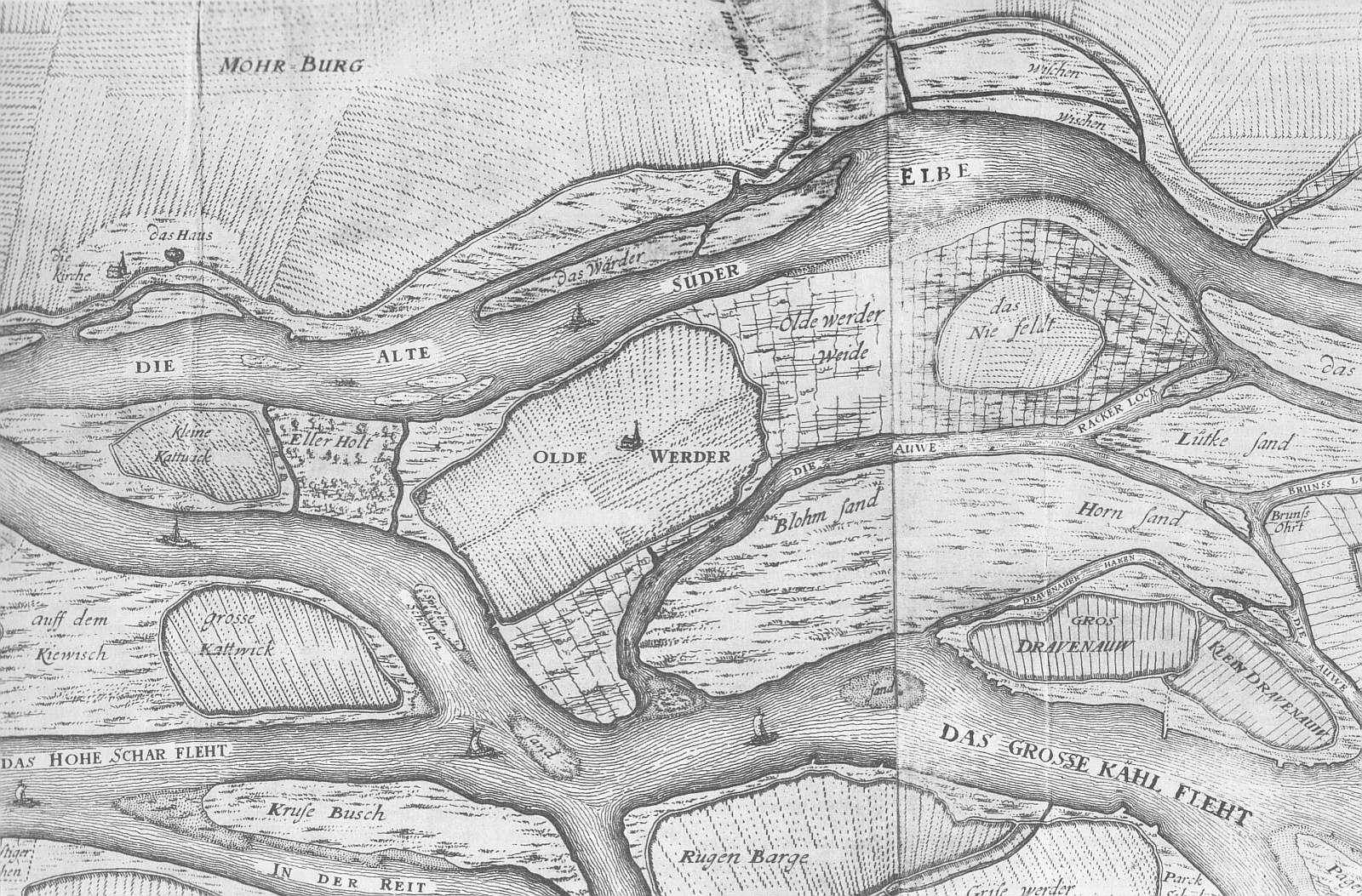
Altenwerder um 1702
(hier weist Norden nach unten)

- Hohe-Schaar-Fleet (auf einer Karte von 1650 als Smalenfleet bezeichnet), auf der Karte von 1702 noch verzeichnet. Mündete gegenüber dem Köhlfleet in den Köhlbrand, verlief etwa im Bereich der heutigen Rethe. Nur die Hohe-Schaar-Straße erinnert noch an diesen Namen.
- Moorfleet, ein ehemaliger Elbeseitenarm, heute nur noch als Stadtteilname in Erinnerung.

### Noch vorhandene Fleete

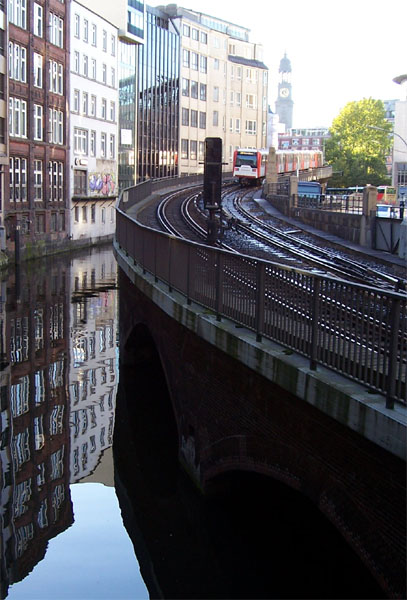
Mönkedammfleet mit U-Bahn-Rampe der Linie U3 Ring

- Alsterfleet, früher nur bis zum Graskeller und weiter als Admiralitätstraßenfleet
- Bleichenfleet, nördliche Verlängerung des Herrengrabenfleets
- Neuenwallfleet, verbindet Alsterfleet und Bleichenfleet
- Herrengrabenfleet
- Mönkedammfleet (parallel dazu verläuft der Abschnitt der „Ring“-Linie U3 mit dem stärksten Gefälle, siehe Foto)
- Nikolaifleet, ursprünglicher Hauptarm der Alster und Keimzelle des Hamburger Hafens
- Dovenfleet, ursprünglich Verbindung zwischen Nieder- und Oberhafen, später zum Zollkanal ausgebaut
- Kehrwiederfleet (Speicherstadt)
- Brooksfleet, östliche Verlängerung davon
- Kleinfleet (auch Kleines Fleet), Abzweig zum Zollkanal, gegenüber dem ehemaligen Steckelhörnfleet
- Wandrahmsfleet, Abzweig vom Kleinfleet
- St. Annenfleet, parallel dazu, verlängert das Brooksfleet östlich
- Holländischbrookfleet, weitere Verlängerung bis zur Vereinigung mit dem Wandrahmsfleet
Wandrahmsfleet und Holländischbrookfleet (ehemals beide noch im Freihafen) mündeten – vor dem Bau der Oberbaumbrücke nach dem Zweiten Weltkrieg – gemeinsam bei der Poggenmühle in die Sülze (bereits außerhalb des Freihafens), die zum einen direkt sowie über den Ericusgraben beim Teerhof die Zufahrt zum Oberhafen darstellte und zum anderen (wieder im Freihafenbereich) über die sogenannte Sülzedurchfahrt mit dem Brooktorhafen verbunden war.
- Mühlenfleet, ehemaliger Elbeseitenarm, heute der Waltershofer Hafen – nordöstlich vom Eurogate Container Terminal Hamburg (CTH) und südwestlich vom ältesten Hamburger Container Terminal Burchardkai (CTB)
- Köhlfleet, ebenfalls ehemaliger Elbeseitenarm parallel dazu, bildet das Ostufer von Finkenwerder und bietet heute die alleinige Zufahrt zum Dradenauhafen. Die ehemalige Verbindung zum Köhlbrand wurde zugeschüttet, wodurch Waltershof zur Halbinsel wurde
- Finkenwerder Fleet, südlich der Straße „Schotstek“, als Wasserweg unbedeutend
- (Hohenwischer) Schleusenfleet, auch bekannt als Mahlbusen Hohenwisch, von Moorburg kommend, mündet in die Alte Süderelbe

Ferner bestehen im Stadtteil Allermöhe bzw. Neuallermöhe etliche Fleete, siehe Entwässerung durch Fleete in Neuallermöhe.

## Fleete in Bremen
Auch in Bremen gibt es mehrere, teils kleinere Wasserläufe, die Fleet genannt werden. Sie stellen meist die Hauptentwässerungsgräben ihrer jeweiligen Entwässerungssysteme dar.